# Valdevimbre
Valdevimbre è un comune spagnolo di 1 205 abitanti situato nella comunità autonoma di Castiglia e León.